# Csakra
A csakra (szanszkrit: चक्रम्) az ind filozófia ezoterikus hagyományai szerint az emberi testben elhelyezkedő pszichikai energia központi magja, amely úgy a hindu tantrizmus, mint a tantrikus buddhizmus alapvető fogalma. Neve a szanszkrit „kerék” szóból származik, de a buddhista jóga forgatagnak, vagy örvénylésnek is fordítja.
A sok ezer esztendős indiai bölcselet alapján az ember lényegesen több, mint kézzelfogható hús-vér-csont testrészek halmaza. Rendelkezik más, szemmel nem látható, kézzel nem tapintható szervekkel is, amelyek szinte fontosabbak a fizikai testnél. Ilyen láthatatlan energiaközpontok a csakrák is, amelyek a gerincoszlop mentén helyezkednek el, a gerinc tövétől a fejtetőig.
Az ősi hindu iratok alapján hét fő csakra létezik, amiket az életerőt (prána) szállító vezeték, csatorna, a szusumna, vagy másképp nádi kapcsol össze. A csakrákon átáramló életerő szabályozza a test összes életfunkcióját.
A csakrák:
| szimbólum | szanszkrit név | magyar név                           | a helye                          | megjegyzés |
| --------- | -------------- | ------------------------------------ | -------------------------------- | --- |
|           | Múládhára      | Gyökér- vagy alapcsakra              | a gerinc tövénél                 | Az első központnak, a gyökércsakrának elsődleges ereje van, amely négy küllőn sugárzik szét. Szimbóluma a négyszirmú vörös lótusz. |
|           | Szvádisthána   | Szexcsakra vagy keresztcsonti csakra | a nemi szerveknél                | Szimbóluma a hatszirmú fehér lótusz, belsejében a növekvő holddal. |
|           | Manipúra       | Napfonat- vagy köldökcsakra          | a köldöknél                      | Solar plexus-nak is nevezik. Szimbóluma a tízszirmú sárga lótusz, belsejében az egyik hegyére állított háromszöggel. |
|           | Anáhata        | Szívcsakra                           | a szív tájékán                   | Jelképe a tizenkét szirmú zöld virág, belsejében két egymást metsző háromszöggel (hexagram), ami a férfi és nő egyesülését jelképezi. |
|           | Visuddha       | Torokcsakra                          | a toroknál                       | Szimbóluma a tizenhat szirmú kék vagy türkiz lótusz, belsejében ezüst félhold fehér körben. |
|           | Adzsnyá        | Homlokcsakra                         | a homlokon, a szemöldökök között | Harmadik szemnek is nevezik. Itt két kisebb csakra is található, a szóma és a manasz. Szimbóluma a lila, indigókék vagy kék színű kétszirmú lótusz. |
|           | Szahaszrára    | Koronacsakra vagy lótuszcsakra       | a fejtetőn                       | Ez a csakra rendszerint az utolsó, amely felébred. Egyes rendszerek különleges szerepe miatt nem sorolják a szokványos csakrák közé. A hindu művek ezer szirmúnak írják le. Szimbóluma az „ezerszirmú lótusz”. A tantrikus buddhista tanokban usnísa kamala („ezerszirmú lótusz”), az „üdvösség hona”, ám ez nem szokványos csakra, különös jelentősége van, mivel úgy tartják, tiszta tudatállapot, amelynek nincs se célja se tárgya. A hindu tanok szerint a kundalini ébredése során, amikor a női energia, a sakti egyesül a férfi energiájával, ezen a ponton áthaladva jön létre a szamádhi, vagyis a magasabb szellemi állapotban megvalósuló extázis, ami elősegíti a végső megszabadulás (nirvána) elérését. |

A hét erőközpont leírásával gyakran találkozunk az ősi szanszkrit irodalomban, a kisebb upanisadok némelyikében, a puránákban és a tantrikus művekben.
A tantra tudománya szerint a csakrák képezik a színteret, amelyen a felsőbbrendű tudat és az ösztönök összecsapása lejátszódik. Aki megérti és tudatosan képes felhasználni a csakrákban rejlő energiákat, az lépésről lépésre elérheti a megvilágosodás állapotát, a felsőbbrendű tudatosságot, a tökéletes boldogságot.

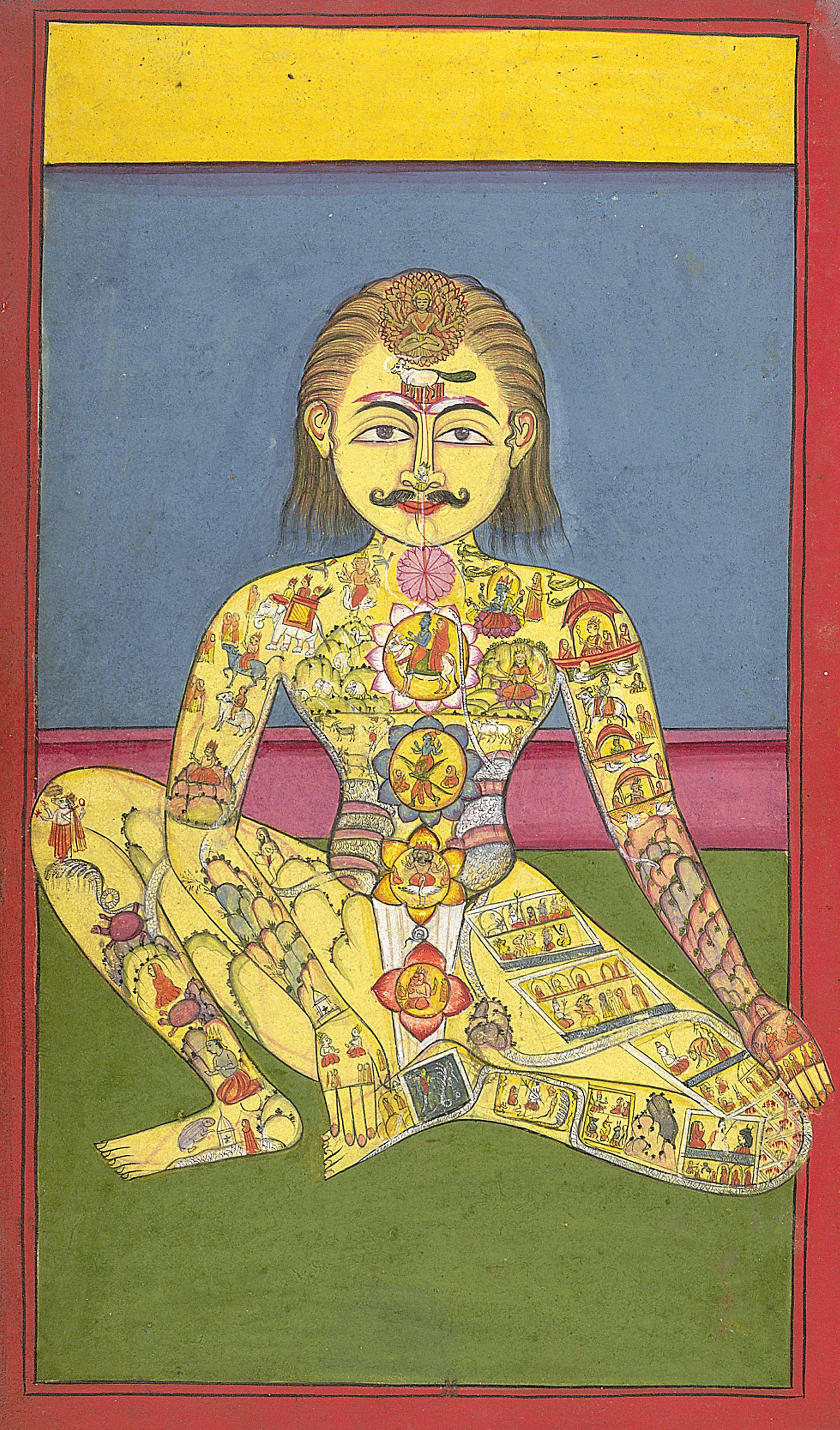
1899-es kiadású nyugat-indiai nyelven (bradzs bhasza) írt jóga kézikönyv a csakrák feltüntetésével

A legalsó csigolyában a kundaliní egy háromszögletű csakrában nyugszik, és a jóga koncentrációs gyakorlataival csakráról csakrára felhozza, míg eléri a szahaszrárát. Minden csakrába való érkezése újabb és újabb öntudati állapotot idéz elő a jóginál. Tisztánlátás, mások gondolataiban való olvasni tudás, magasabb rendű víziók, múlt-jelen-jövőbe látás és más okkult képességek (ún. sziddhik) birtokába jut aszerint, hogy melyik csakra válik aktívvá benne, míg eléri a teljes megvilágosulás állapotát: Siva és Sakti egyesülését. Siva szimbolizálja a tudatot, a Sakti pedig az aktiváló erőt és energiát. Ez a legmagasabb, felsőbbrendű én, az Istenbe olvadás öntudati fokozata, az emberi és isteni tudat egyesülése. Ezt a beteljesülést a jógik szamádhinak nevezik, ami a rádzsa jóga útjának a végcélja. A megvilágosodás állapota nemcsak szellemi, de fiziológiai tény is, a csakrák tudatosítása, látens állapotukból való felébresztése egyben a jóga gyakorlatok célja.
A tantrikus buddhizmusban (vadzsrajána) - amely ma már főleg a  tibeti buddhizmusban él tovább - a csakrák döntő szerepet játszanak a tantrikus gyakorlatok befejező szakaszában,  ahol a gyakorlatot végzők kísérletet tesznek a test  központi csatornáján keresztül megtapasztalni a tiszta fényt,  a boldogságot és az ürességet, amellyel majd elérik a buddhaságot.

## A csakrák és a jóga kapcsolata
A jóga célja nyugati művelői szerint gyakran az, hogy az egyén egy extázis- vagy csúcsélményt éljen át, amely során a tudatosságának szubjektuma egyesül az objektummal.
Kifejezetten a kundalini-jógát a tudat és éberség jógájának is nevezik, a spirituálisabb jógafajták közé tartozik. A gyakorlatok túlmutatnak a fizikai test átmozgatásán. A kundalini-jóga ezt főleg az intenzív légzéstechnikákkal éri el, melyek finom tudatállapot-változást idéznek elő. A meditáció és a mantrázás lényeges elem az erőteljes gyakorlás lezárásához. A jógik szerint a kezdő kundalini kriják mindenki számára hasznosak és elvégezhetők. A haladóbb kriják azonban azok számára lehet vonzó, akik szeretik mind a testi, mind a mentális, szellemi kihívásokat.
A gyakorlói szerint a kundalini-jóga annak a tudománya, művészete, technológiája, hogy a puszta túlélésen és fajfenntartáson túl hogyan férhetünk hozzá és használhatjuk azt a velünk született kreatív erőt és energiát, mely segítségével életünket illető tudatosságunkat, átérzésünket és megértésünket fokozhatjuk. Ez az erő, melyet saktinak is neveznek, gerincünk alsó részében szunnyad, és metaforikus kígyóként összetekeredve vár felébresztésre, hogy utána az egyetemes életenergiával (prána) egyesülve olyan erővel ruházza fel az egyént, mely nagy kincsnek számít gyakorlói számára.